# ふりいじあ丸
ふりいじあ丸（ふりいじあまる）は東海汽船がかつて東京-三宅島-八丈島航路へ就航させていた旅客船である。

## 概要
1971年、田熊造船（現：内海造船田熊）で旅客船として竣工し、東京～八丈島航路へ投入され、11時間で結んだ。
1978年、本船に代わって東京-三宅島-八丈島航路へ貨客船すとれちあ丸(21ノット、所要9時間)が就航すると、東京-伊豆大島-利島-新島-式根島-神津島航路へ転用され、後部デッキに貨物倉とデリックを設置、貨客船に改造された。一部客室も改造されている。
その後、1986年に加藤汽船に売却され「はぴねす2」と改名された。同時に追加された後部デッキの貨物設備を撤去、浴室の設置、一部客室の改造が行われた。
加藤汽船では、大阪～高松航路に就航していたが1992年に引退、海外売船された。